# Thecla clitumnus
Thecla clitumnus är en fjärilsart som beskrevs av Butler 1877. Thecla clitumnus ingår i släktet Thecla och familjen juvelvingar. Inga underarter finns listade i Catalogue of Life.